# Unterer Arnsberger Wald
Der Untere Arnsberger Wald (auch „Eichwald“) ist eine naturräumliche Einheit mit der Ordnungsnummer 334.2 innerhalb des Nordsauerländer Oberlands (334). Er umfasst laut dem Handbuch der naturräumlichen Gliederung Deutschlands den nördlichen Arnsberger Wald an der Grenze zu den offenen Hellwegbörden (542) auf dem Gemeindegebiet der Gemeinde Möhnesee mit kleineren Anteilen von Arnsberg im Südwesten, Ense im Nordwesten und Warstein im Osten. Eine große Fläche des Unteren Arnsberger Walds nimmt der Möhnestaussee ein, der vollständig im Naturraum liegt und als Abflussspeicher für den größten Teil des Nordsauerländer Oberlands (334) dient. Er ist ein beliebtes Erholungs- und Wassersportgebiet am Rande des Naturparks Arnsberger Wald.
Das Gelände ist in Ostwestrichtung streichende Höhenrücken und Täler gegliedert. Eine Geländestufe von ca. 50 m auf der Linie Neheim – Kolonie Neuhaus – Allagen grenzt es deutlich vom südlich gelegenen Oberen Arnsberger Wald (334.3) ab. Der Untere Arnsberger Wald unterscheidet sich vom Oberen Arnsberger Wald auch durch eine deutlich flachere Geländeform, ein milderes Klima mit 800 bis 900 mm Niederschlag und einer Mai/Juli-Mitteltemperatur von 14 bis 15 °C. Die Böden, auf denen im Gegensatz zu dem Oberen Arnsberger Wald („Buchwald“) neben großflächigem Nadelwald meist Eichenwald anzutreffen ist, sind sandig-lehmig, zum Teil auch podsolig.

## Naturräumliche Gliederung
Der Untere Arnsberger Wald untergliedert sich in kleinteiligere naturräumliche Einheiten:
- 334.2 Unterer Arnsberger Wald

- 334.20 Himmelpforter Möhnetal
- 334.21 Möhneseegebiet